# N/A (グループ)
N/A（エヌ エー）は、錦戸亮と赤西仁による共同プロジェクト。

## 概要
2019年
- 12月6日、赤西仁と錦戸亮による共同プロジェクト「N/A」の始動を発表[3]。同時にイメージ映像の公開と、2020年5月にハワイのトム・モファット・ワイキキ・シェルにて初ライブ「RYO NISHIKIDO & JIN AKANISHI LIVE IN HAWAII 2020 "THE MEN IN THE ARENA"」を開催することが発表された[4]。

2020年
- 3月、グループ活動の第一弾として開催予定だった「RYO NISHIKIDO & JIN AKANISHI LIVE IN HAWAII 2020 "THE MEN IN THE ARENA"」を、新型コロナウイルス感染拡大の影響により開催を中止すると発表[5]。
- 4月9日、公式YouTubeチャンネル「NO GOOD TV」を開設[6]。
- 6月19日、グループとして初の楽曲「NO GOOD」が各種音楽サイトで配信スタート[7]。
- 7月8日、1stアルバム「NO GOOD」を9月9日にリリースすることを発表[8]。8月21日には、同アルバムより第二弾先行配信として「Kingdom」が各種音楽配信サイトにて配信スタートし、リード曲「NO GOOD」のミュージックビデオも同時に公開された[9]。
- 8月7日、日本発のオーディオビジュアルブランド『AVIOT』とコラボレーションし、同ブランドのワイヤレスイヤホンをN/Aがサウンドチューニングなどを施した特別モデルを発売することが発表された。「NO GOOD」のミュージックビデオとタイアップしたWEB CMも同時公開された[10]。
- 9月9日、1stアルバム「NO GOOD」をリリース。

## メンバー
- 錦戸亮：1984年11月3日（40歳）

- 赤西仁：1984年7月4日（40歳）

## 作品

### 配信シングル
| No. | 発売日        | タイトル | 収録アルバム | 備考     |
| --- | ------------- | -------- | ------------ | -------- |
| 1st | 2020年6月19日 | NO GOOD  | NO GOOD      | 先行配信 |
| 2nd | 2020年8月21日 | Kingdom  | NO GOOD      | 先行配信 |

### オリジナルアルバム
| No. | 発売日       | タイトル | 順位 |
| --- | ------------ | -------- | ---- |
| 1st | 2020年9月9日 | NO GOOD  | 3位  |

## 出演

### ネット配信
- NO GOOD TV （2020年4月-、YouTube）
- NO GOOD TV × 17LIVE（2020年6月-、17LIVE）[11]

### CM
- AVIOT 「TE-D01gv-na」 WEB CM (2020年8月)

## 公演
- RYO NISHIKIDO & JIN AKANISHI LIVE IN HAWAII 2020 "THE MEN IN THE ARENA" （2020年5月24日、TOM MOFFATT WAIKIKI SHELL）

※新型コロナウイルス感染拡大の影響で中止。
･N/A LIVE 2025 "THE MEN IN THE ARENA"
2025年6月横浜と神戸にて開催。各会場2日ずつ計4公演開催された。